# 물가통제
물가통제(物價統制)는 정부 등이 상한 가격과 낮은 가격을 설정하는 것이다. 예를 들어 임대료 통제 등으로 상한 가격이 설정되어 있는 경우, 가격 상승에 따른 공급량 증가와 수요의 감소를 통한 초과 수요의 해소가 막힌다. 그 결과, 판매자에 의해 구매자에 대한 할당이 발생하게 된다. 이에 대해 최저 임금 등에서 하한 가격이 설정되어 있는 경우에는 가격 하락에 따른 공급량 감소와 수요 증가를 통한 초과 공급 해소가 막힌다. 결과적으로 미분양이 발생하게 된다. 또한 최저 임금을 설정하는 것은 노동 시장에서 노동 공급 과잉이 되었을 때 임금을 낮출 수 없이 실업을 낳는 원인이 된다.

## 통제가격
재화(財貨)나 서비스의 여러 가격을 수요와 공급에 의한 자유로운 결정에 맡기지 않고, 정부가 정책적 판단에 의해서 그 움직임에 직접 제약을 가하고 또는 가격을 고정시키는 일이 있다. 여기서 지정 내지 제약되는 가격이 통제가격이다. 가격통제는 가격정책의 일부이며 이것은 법령에 의해서 실시되는 것이 보통이다. 가격통제가 필요하게 되는 사정은 여러 가지로 생각할 수 있으나 형식적으로는 이것을 두 가지로 나눌 수가 있겠다. ① 유효수요가 공급 능력을 지속적으로 초과하여 전반적인 인플레이션이 진행되려고 할 때 주로 소비자 보호를 목적으로 하여 이를 억압하기 위해서 임금이나 물가에 일반적인 법적 규제를 가한다. 이 경우 통제가격 P0는〔그림〕-9도에 보는 바와 같이 현실의 수급이 대응하는 가격 P′보다도 낮게 정해져서 초과수요를 존속시킨다. 따라서 통제가격을 상회(上廻)하는 암시세(闇時勢)가 P0에서 P′사이에 성립될 가능성이 항상 있으며, 이를 방지하기 위해서는 물자 할당이나 소비 규제 등의 수단으로 수요곡선 DD를 좌측으로 이동시켜서 초과수요를 해소시키기는 D′D′에 접근시키든지 또는 공급자에게 가격차 보조금 P′-P0를 지출하여 공급의 증가를 도모하는 것이 필요하다. 일반적인 물가의 상승뿐만 아니라 특정의 재화(財貨)에 관해서 애로가 생겨나 가격의 급등을 초래하는 경우에도 마찬가지의 가격통제를 실시하고 또한 수요를 억제하는 경우가 있다. ② 가격통제를 광의로 해석한다면 그것은 때로는 공급자 보호를 위해서 가격지지(價格支持) 정책의 형태로 나타난다. 즉 공급에 대해서 수요가 과소(過少)하여 수급이 일치하는 가격으로서는 공급자의 생산 원가도 보상되지 못할 경우 가격 저하를 정책적으로 방지하는 것이다. 단 이 경우에는 고가격에 있어서의 초과공급을 어떻게 하는가가 문제가 되며 소비를 자극하든가 생산의 할당(割當) 등에 의해서 억제하든가, 단기적으로는 공급초과액을 정부가 일괄 매입(買入)하는 것도 고려할 수 있다. 첫째 케이스는 전쟁이나 기타 비상시에 나타나는 일이 많다. 둘째 케이스는 수요의 탄력성이 특히 작고 매년의 공급량의 변화도 한정되어 있는 농산물의 대해서 볼 수 있다. 첫째, 둘째의 케이스가 공존하는 경우로서 한편으로는 공급자를 보호하고 한편으로는 소비자를 보호하기 위해서 공급가격과 수요가격을 다같이 통제하고, 더구나 전자를 후자보다 더 높이 지시하는 역차(逆差：negative spread)의 이중 가격을 실시하여 그 차액을 정부가 부담하는 경우가 있다. 현재 우리나라에서 논의되고 있는 미가(米價)의 이중 곡가제가 이에 해당된다. 또한 가격 변동이 심한 상품에 대해서는 최고·최저가격의 지정이 실시된다. 이 밖에 수출가격과 국내가격의 지정이 실시된다. 이 밖에 수출가격과 국내가격의 조정을 위해서 가격통제가 실시되는 경우와 전기요금이나 철도운임 등과 같이 사업의 공익성이나 독점성 때문에 가격이 통제되는 사정 등도 생각할 수 있다.

## 같이 보기
- 가격 결정